# Mono-cépage
 (juin 2011).
Si vous disposez d'ouvrages ou d'articles de référence ou si vous connaissez des sites web de qualité traitant du thème abordé ici, merci de compléter l'article en donnant les références utiles à sa vérifiabilité et en les liant à la section « Notes et références ».

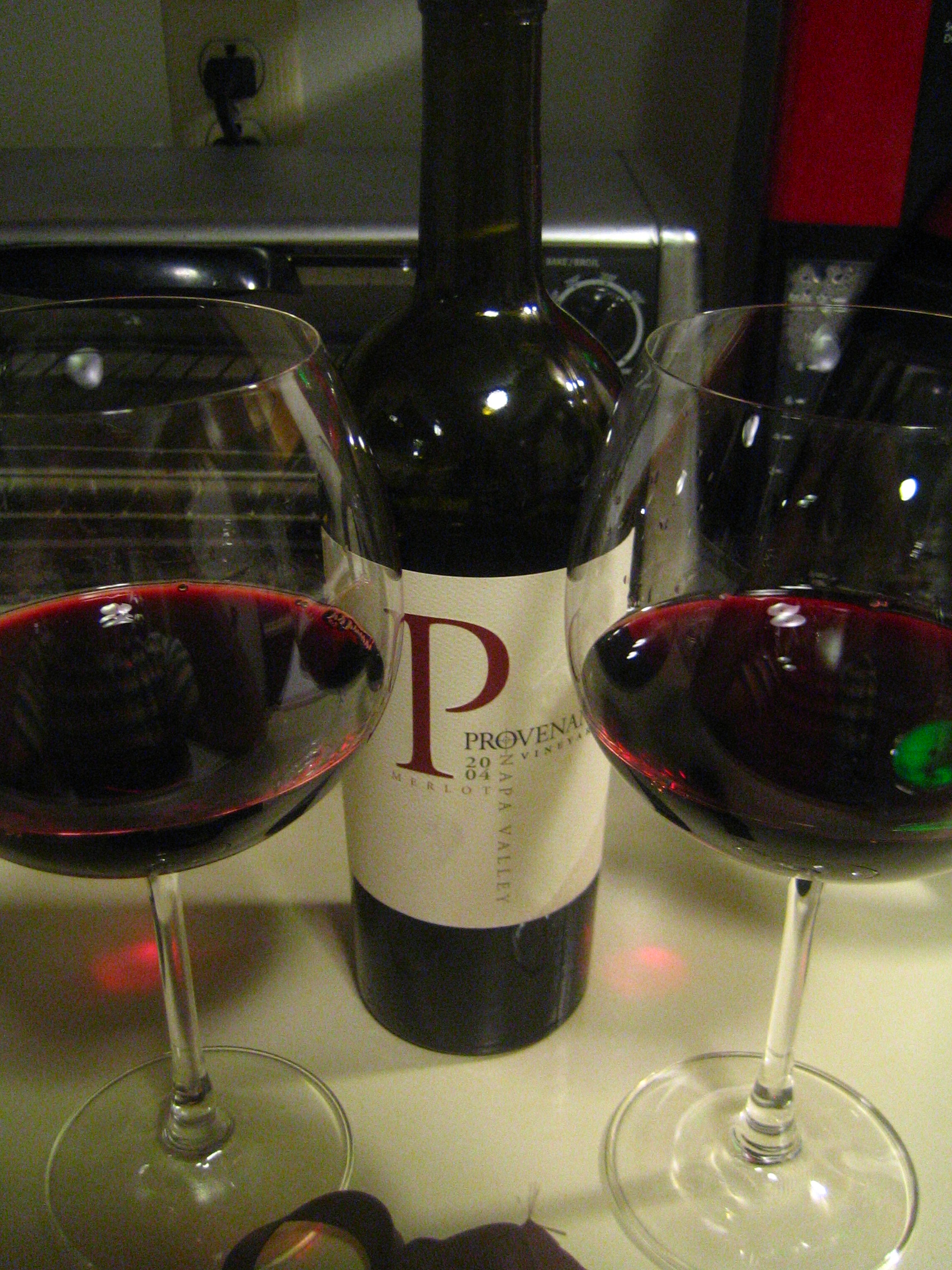
Vin californien élaboré à base de merlot

Un mono-cépage désigne un vin ou une eau-de-vie produits à partir d'un seul type de cépage.

## Conception européenne
Les vins de tradition européenne sont souvent le résultat d'un assemblage de plusieurs cépages. Les vins mono-cépage portent rarement le nom de leur cépage, mais plutôt celui d'un terroir, d'un lieu-dit etc.
Il existe cependant beaucoup d'exceptions : de nombreux vins allemands sont ainsi des vins mono-cépage, un modèle que suivent la plupart des vins d'Alsace, produits à partir du moût d'un cépage unique (en l'occurrence et principalement gewurztraminer, riesling, sylvaner ou pinot gris). Mais dans le reste de la France, en pratique (car les décrets d'AOC autorisent certains assemblages), c'est également le cas de la Bourgogne (sur pinot noir, chardonnay et aligoté), du Beaujolais (gamay), de la vallée du Rhône septentrionale (viognier pour Condrieu, syrah pour Saint-Joseph, Croze-Hermitage, Hermitage, Cornas) et de pratiquement toute la vallée de la Loire (du muscadet au sancerre en passant par les layons, les saumurs et les touraines). De même, l'Italie propose un certain nombre de vins mono-cépage, comme les vins du Piémont à partir de nebbiolo ou les vins de Campanie. Les vins autrichiens sont aussi essentiellement issu de mono-cépages.
En Suisse, les vins issus d'un seul cépage sont largement majoritaires. Le type de cépage utilisé est indiqué sur la quasi-totalité des bouteilles, y compris des assemblages. Les vins suisses sont d'ailleurs plus souvent classifiés et définis selon leur cépage que selon leur terroir.

## Conception anglo-saxonne
La majorité des vins produits aux États-Unis, en Australie, en Nouvelle-Zélande, en Afrique du Sud ou en Argentine sont des mono-cépages mais, plus souvent, il s'agit simplement d'un jeu d'étiquette. La réglementation américaine établie par l'Alcohol and Tobacco Tax and Trade Bureau permet en effet la vente d'un vin étiqueté selon un cépage spécifique à condition qu'au moins 75 % des vignes utilisées pour la production proviennent du cépage en question. Un vin américain peut donc porter le nom d'un cépage mais avoir été produit à partir de plus d'un cépage. S'il est exporté vers l'Europe, il doit cependant être mono-cépage à hauteur de 85 %. Dans ces conditions, pratiquement aucun vin du Nouveau Monde n'est en réalité mono-cépage.
Les vins mono-cépages ou déclarés mono-cépage représentent au XXIe siècle la majorité des vins produits dans le monde. Leur domination parmi les vins du Nouveau Monde est due en partie à une logique de marketing permettant aux consommateurs de mieux identifier les différents types de vin par leur étiquetage. Les réglementations nationales et internationales ont également imposé des règles plus strictes visant à la transparence quant à l'étiquetage des vins. Les vins australiens, sous la pression de l'Union européenne, adoptent désormais un étiquetage par cépage sur le modèle américain ; la majorité d'entre eux sont produits à partir d'un cépage unique.
Cette tendance a également eu un effet sur les exportateurs de vin français. De nombreuses bouteilles de bourgogne vendues dans le Nouveau Monde sont ainsi étiquetées « Pinot noir » ou « Chardonnay » selon le cépage qui a été utilisé lors de la vinification.
Enfin, de nombreux viticulteurs du Nouveau Monde, dont l'expérience ou la tradition restent parfois récentes, préfèrent se concentrer sur la vinification mono-cépage avant de se lancer dans les assemblages. La technique est en effet plus complexe, selon le moment de l'assemblage, et beaucoup plus lourde à gérer compte tenu des lots à identifier.

## En France
La désignation de mono-cépage a été créée en France dans les années 1980. Elle répond alors, selon les professionnels, à la demande contemporaine[réf. nécessaire].  Souvent considérés plus accessibles et faciles à boire, notamment pour les consommateurs néophytes, certains de ces vins sont originaux et s'inscrivent dans une consommation de plaisir et d'apprentissage du vin bon marché et moins risquée. Ces vins dits mono-cépage désignent en réalité une catégorie nouvelle de vins de pays, produits sur de vastes bassins viticoles et dont l'origine géographique est considérée comme négligeable. Ce qui compte alors n'est que la variété de raisin employée.
Ils correspondent à l'état d'esprit de la nouvelle réforme de la filière viti-vinicole française avec des vins capables de répondre aux attentes de chaque catégorie de consommateurs et à même de s'adapter aux exigences des marchés internationaux (« marketing de la demande »), ceux où la concurrence est la plus dure, et où les vins sont identifiables par leur cépage ou par leur marque, et qui pourront avoir accès à de nouvelles technologies, comme celle de l'utilisation des copeaux de bois.
Selon certains professionnels français[réf. nécessaire], une meilleure connaissance des grands vins devrait passer à l'avenir, pour les consommateurs du monde, par un apprentissage à partir des vins mono-cépage.
Ces vins initiatiques sont obtenus à 100 % à partir d'un cépage unique :
- Vins mono-cépage cabernet-sauvignon ;
- Vins mono-cépage chardonnay ;
- Vins mono-cépage merlot ;
- Vins mono-cépage syrah ;
- Vins mono-cépage grenache ;
- Vins mono-cépage sauvignon.

La plupart sont commercialisés sous une dénomination IGP, mais de nombreuses appellations, telles Saint-Émilion ou Sancerre acceptent en leur sein ou imposent des vins monocépages.